# Dzień Podziemnego Państwa Polskiego
Dzień Podziemnego Państwa Polskiego – polskie święto obchodzone co roku 27 września, uchwalone 11 września 1998 przez Sejm RP poprzez aklamację. 
Dzień ten nie jest dniem wolnym od pracy.
Przypominając 27 września 1939 roku powołanie Służby Zwycięstwu Polski w okupowanej jeszcze Warszawie, posłowie stwierdzili w uchwale: 

To historyczne wydarzenie zapoczątkowało budowę Polskiego Państwa Podziemnego, fenomenu w dziejach nie tylko II wojny światowej.